# Oldřich Palata
Oldřich Palata (* 16. dubna 1943 Čáslav) je český historik umění zaměřený na dějiny uměleckých řemesel, zejména obory sklo, keramika a porcelán a textil. Působí jako kurátor uměleckohistorických sbírek Severočeského muzea v Liberci, externí pedagog Technické univerzity v Liberci, redaktor a člen různých odborných grémií.

## Život
V letech 1957-1960 absolvoval jedenáctiletou střední školu v Jablonci nad Nisou a pak pracoval do roku 1961 jako dělník v n-p. Autobrzdy. Od roku 1961 studoval na Filozofické fakultě Univerzity Karlovy dějiny umění (prof. J.Květ, J. Pešina) a estetiku (prof. M. Novák). Roku 1966 obhájil diplomovou práci Karel Teige a architektura. Poté byl do roku 1970 zaměstnán jako metodik a inspektor kultury na ONV v Jablonci nad Nisou a další rok jako dělník ve Výrobním družstvu Maják v Jablonci nad Nisou. Od roku 1971 pracoval jako historik umění a kurátor textilní sbírky v Severočeském muzeu v Liberci.
V letech 1973-1975 studoval postgraduálně dějiny uměleckých řemesel a muzejnictví na Filozofické fakultě Univerzity Karlovy (prof. E. Poche) a obháji závěrečnou práci Secesní koberce firmy Ginzkey ve Vratislavicích nad N. Od roku 1975 byl zaměstnán v Severočeském muzeu v Liberci jako vedoucí historik umění a současně umělecký historik pro textilní obory, sklo, keramiku a porcelán. Od roku 1992 působil jako externí pedagog Katedry designu Technické univerzity v Liberci. Od roku 2009 přednáší úvod do dějin evropského sklářského umění jako externí pedagog na Katedře historie Fakulty přírodovědně-humanitní a pedagogické na Technické univerzitě v Liberci.
Působil jako člen nákupní komise (od 1972) a předseda komise pro výkup starožitností při Severočeském muzeu v Liberci (1976-1992), od roku 1993 jako člen nákupní komise Uměleckoprůmyslovíého muzea v Praze, v letech 1995-2000 jako člen výtvarné rady odboru umění Ministerstva kultury ČR, v letech 2000-2003 člen výtvarné rady Moravské galerie v Brně. Od roku 2002 je členem poroty bienále české krajky ve Vamberku, od roku 2004 členem poroty mezinárodního sympozia uměleckých škol Libereckého kraje.
Působí jak člen správní rady Mezinárodní studentské sklářské soutěže Stanislav Libenský Award. Od roku 1984 byl členem redakční rady a od roku 2002 šéfredaktorem Sborníku Severočeského muzea (Acta musei Bohemiae borealis), v letech 1995-1997 konzultant revue Jizerská kóta. Přispívá do časopisů Sborník Severočeského muzea Historia,Ateliér, Glass and Art (Japonsko), Neues Glass, Art Limes (Maďarsko), ad.

## Dílo

### Publikace (výběr)
- Z pokladů Severočeského muzea v Liberci, 136 s., Severočeské muzeum, 1988
- Průvodce uměleckohistorickými sbírkami v expozici historického oddělení Severočeského muzea. I. Keramika, Historia 9, 1988, s. 182-210, II. Sklo, Historia 10, 1991, s. 161-182
- Japonská sbírka Severočeského muzea v Liberci, 140 s., Národní galerie v Praze 2000, ISBN 80-7035-241-8 (s F. Suchomelem)
- Stanislav Libenský a jeho škola / and His School / und seine Schule / et son école /, 176 s., Galerie Prager Kabinet, Salcburk, Popi s.r.o. Praha 2001, ISBN 80-238-7608-2
- The Magic of Imagition: The Art Glass of Stanislav Libenský and Jaroslava Brychtová in Architecture, Železný Brod, 2013
- Kouzlo imaginace: sklo Stanislava Libenského a Jaroslavy Brychtové v architektuře, Železný Brod, 2013

#### Spoluautor
- One Hundred Years of Bohemian Glass, Takasaki Museum of Art 1995
- 300 Years of Czech Decorative Art, Takasaki Museum of Art 2001
- Sklo. Střední uměleckoprůmyslová škola sklářská Železný Brod 1996/2001, Železný Brod 2001
- European Glass 500 Years, Kyonggi Provincial Museum, Yongin City 2001
- Sborník severočeského muzea / Acta Musei Bohemiae Borealis, 152 s., Severočeské muzeum p.o. 2004, ISBN 80-903595-0-7
- Helmut Ricke (ed.), Czech Glass 1945-1980 (Design in an Age of Adversity), 448 s., Museum Kunstpalast (Kunstmuseum Düsseldorf), Arnoldsche 2005, ISBN 3-89790-217-6
- Bruselský sen (Československá účast na světové výstavě Expo 58 v Bruselu a životní styl 1. poloviny 60. let), 367 s., Arbor vitae, Řevnice 2008, ISBN 978-80-87164-03-7
- Ivo Rozsypal (Sklo, kresba, malba: Moje vyznání / Glass, Drawing, Painting: My Confession), 420 s., I Rozsypal, vl. náklad, 2009, ISBN 978-80-239-2057-4
- Vladimira Klumpar: Work in Glass, KANT, Praha 2014, ISBN 9788074371042
- Zdeňka Laštovičková (ed.), 2010 SUPŠS 2015, SUPŠ sklářská Železný Brod 2015, ISBN 978-80-260-8186-9
- Design v českých zemích 1900-2000, 658 s., Uměleckoprůmyslové museum, Nakladatelství Academia, Středisko společných činností Akademie věd ČR, v. v. i. 2016, ISBN 978-80-200-2612-5 (Acad.), ISBN 978-80-7101-157-6 (UPM)
- Stanislav Libenský Award 2018 (X. jubilejní ročník mezinárodní výstavy skla / X Annual International Glass Exhibition), FOIBOS a.s., umělecká agentura 2018, ISBN 978-80-905760-5-6

### Články
- Eduard Veselý (Eduard Wessely) - sochař ztracený v anonymitě času, Sborník Severočeského muzea. Historia 11, 1993, s. 95-106
- Porcelánové variace. Výstava Severočeského muzea v Liberci. [březen - duben 1992], Zprávy a studie Regionálního muzea v Teplicích 19, 1993, s. 127-132
- Die Glassammlung der Nordböhmischen Museum in Liberec, Museum-Bulletin 4, 1995, s. 73-76
- Czech Glass Today and Tomorrow, Glas and Art (Tokyo) 12, 1996, pp. 51-54
- Das Nordböhmische Museum in Liberec als traditionelles und neuzeitlichesm Dokumentations-Zentrum von Textilsammlungen, Museum-Bulletin 5, 1996, s. 7-14
- Ilja Bílek, Neues Glas/New Glass 1, 2003, p. 8-15
- Poznámky k výstavě sbírky skla z produkce firmy Moser v Severočeském muzeu v Liberci, Sborník Severočeského muzea. Historia 13, 2004, s. 95-101
- Czechoslovak Glass: A Subtle Weapon in the Superpowers´ Ideological Struggle, in: Ricke, H.: Czech Glass 1945-1980, Düsseldorf, Corning, 2005
- Miloslav Klinger a jeho umělecká cesta od figurky ke skleněné plastice, Sborník Severočeského muzea. Historia 14, 2006, s. 81-85
- Hesla v Nové encyklopedii českého výtvarného umění (Dodatky), Akademia, Praha, 2006
- Sklo ve sbírkách Severočeského muzea v Liberci a světová výstava Expo'58 v Bruselu, Sborník Severočeského muzea. Historia 15, 2008, s. 126-134
- Československé sklo po světové výstavě EXPO 58, in: Bruselský sen, Arbor vitae, Praha, 2008
- Vita brevis, ars longa?: Dehonestovaná, ztracená a rozbitá díla z tvorby Jaroslavy Brychtové a Stanislava Libenského pro architekturu, Sborník Severočeského muzea. Historia 16, 2010, s. 73-88
- Skleněná mísa Jiřího Dostála: ("Diplomka" dokončená po čtyřiceti letech), Sborník Severočeského muzea. Historia 16, 2010, s. 209-211
- Ohlédnutí za historií oboru Textilní a oděvní návrhářství na Katedře designu Fakulty textilní Technické univerzity v Liberci, in Młoda Moda, Galeria Sztuki BWA, Jelenia Góra, 2013
- Džbány a konvice z boleslavecké kameniny v Severočeském muzeu v Liberci, in: Bolesławiecka ceramika artystyczna w XVIII i XIX W., Bołeslawiec-Jelelnia Góra, 2014

### Katalogy
- Renata Rozsívalová - tapiserie, 1977
- Slovenské užité umění, Uměleckoprůmyslové museum v Praze 1979 (s A. Adlerovou)
- Dana Krupková: Tapiserie, OKS Liberec 1985
- Skleněný inspiromat (Československé sklo z let 1955-1965), Severočeské muzeum Liberec 1990
- Václav Hanuš. Sklo 1954-1994, Severočeské muzeum Liberec 1994
- Jaroslav Brychta, Severočeské muzeum Liberec 1995
- Renata Rozsívalová: Tapiserie, Severočeské muzeum p.o., Liberec 1996, ISBN 80-7027-065-9 (s E. Lyskovou)
- Brychtová, Libenský, Hlava, Karel, Novák, Šrámková, Zámečníková, Riley Hawk Galleries, Clevelend, 1997
- Tapiserie Renaty Rozsívalové, Moravská galerie, Brno, 1997
- Břetislav Novák, Weiden in der Oberpfalz 1998
- Pavel Ježek, Weiden in der Oberpfalz 1998
- Umělecká řemesla bez hranic, Severočeské muzeum Liberec 2000 (s J. Mohrem)
- Ilja Bílek, Galerie na Jánském vršku, Praha 2001
- Oldřich Plíva, jiné sklo, Galerie na Jánském vršku, Praha 2001
- Stanislav Libenský a Jaroslava Brychtová. Historie tavené plastiky, Městské muzeum Železný Brod 2001
- Profesor Stanislav Libenský a jeho pokračovatelé, Severočeské muzeum Liberec 2001
- Stanislav Libenský a Jaroslava Brychtová, 68 s., Galerie na Jánském vršku, Praha 2001
- Pavel Ježek, Galerie My, Jablonec nad Nisou, 2003
- Vladimír Kopecký, Galerie Aspekt, Brno, 2007
- Lhotský - Pelechov, České muzeum výtvarných umění, Praha, 2008, ISBN 978-80-254-2063-8 (s I. Neumannem)
- Ilja Bílek, Univerzita Jana Evangelisty Purkyně, Fakulta umění a designu 2009, ISBN 978-80-7414-033-4
- Cena Stanislava Libenského 2009, 80 s., FOIBOS a.s., umělecká agentura 2009
- Jan Hladík: Setkání - nesetkání. Tapiserie, textilní tisky a monotypy z let 1946-1976, Severočeské muzeum Liberec 2009
- František Vízner 1961–2010, autorské vydání, Žďár nad Sázavou, 2010
- Hold sklu / A Homage to Glass, Severočeské muzeum Liberec 2011, ISBN 978-80-87266-06-9 (brož.)
- Emilie Frydecká, Krajka v meta-obrazech, Katedra designu, Fakulta textilní Technické univerzity v Liberci, 2014
- Mariusz Łabiński & Oldřich Plíva, Szklo, Akademia Sztuk Pięknych, Wrocław, 2016
- Zdena Šafka /tapiserie/, Arbor vitae, Praha, 2017
- Petr Říha, Led & sníh 1991–2010, Středočeský kraj, 2017

### Kurátor (výběr)
- 1990 Skleněný inspiromat: Československé sklo z let 1955-1965, Severočeské muzeum Liberec
- 2000 František Vízner 2000, Galerie na Jánském Vršku, Praha
- 2001 Profesor Stanislav Libenský a jeho pokračovatelé, Severočeské muzeum Liberec
- 2001 Stanislav Libenský a jeho škola, Národní technické muzeum Praha
- 2010 Cena Stanislava Libenského 2010, Letohrádek královny Anny (Belveder), Praha
- 2011 Hold sklu / A Homage to Glass, Severočeské muzeum Liberec
- 2011 Josef Sazama: tapisérie, KÚLK, U Jezu, Liberec
- 2013/2014 Zora a Štěpán Pala: Synergia, Pálffyho palác Bratislava
- 2015 Sklo a design, výstavní síň SUPŠS Železný Brod
- 2017 Svatoslav Krotký, Metamorfózy, Galerie N, Jablonec nad Nisou
- 2022 znovu spolu — výstava M. Hlubuček a jeho žáci, Galerie N, Jablonec nad Nisou
- 2022 Oldřich Plíva, Uměleckoprůmyslové muzeum v Praze[8]
- 2023 Oldřich Plíva, Nisa Factory, Jablonec nad Nisou[9][10]
- 2023 Václav Řezáč, Čas náhody, Galerie N, Katedra designu TUL